# نحميا جورج ماسي
نحميا جورج ماسي هو سياسي كندي، ولد في 5 سبتمبر 1903 في Courtown ‏ في جمهورية أيرلندا، وتوفي في 8 أبريل 1964 في ديلتا في كندا. نشط حزبياً في British Columbia Social Credit Party ‏.